# 15e Convention nationale acadienne
La XVe convention nationale acadienne a lieu en 1972 à Fredericton, au Nouveau-Brunswick (Canada).
Plus de 1 000 Acadiens du Nouveau-Brunswick assistent à ce congrès. 264 résolutions sont votées concernant la politique, le bilinguisme, les médias, l'Union des Provinces maritimes, la fonction publique, l'éducation, l'économie et la culture. La Société des Acadiens du Nouveau-Brunswick est fondée, ce qui permet à la Société Nationale des Acadiens, trop centrée au goût de certains sur le Nouveau-Brunswick, de redevenir le porte-parole de l'ensemble des Acadiens.